# Jimmy Arias
James Jimmy Arias, född 16 augusti 1964 i Buffalo, New York, USA, är en amerikansk högerhänt
tennisspelare aktiv som professionell huvudsakligen under 1980-talet.
Jimmy Arias spelade professionell ATP-tennis 1980-1994. Under karriären vann han 5 singeltitlar, alla på grusunderlag. Arias bästa säsong var 1983 då han som 19-åring vann 4 singeltitlar. Han nådde sin högsta världsrankning i april 1984 (nummer 5). Arias spelade in totalt 1 834 140 US dollar i prispengar.

## Tenniskarriären
Som singelspelare vann Arias sin första tourtitel 1982. Det var i Tokyo, där han finalbesegrade Dominique Bedel med siffrorna 6–2, 2–6, 6–4. Säsongen därpå, 1983 fick han sitt genombrott med 4 vunna titlar. I Florence besegrade han Francesco Cancellotti med 6–4, 6–3. Han vann därefter sin förnämsta titel, Italienska öppna i Rom. Han finalbesegrade då spanjoren José Higueras med 6–2 6–7 6–1 6–4. På sensommaren 1983 vann han sedan sina sista två titlar, dels Indianapolis (finalbesegrade Andrés Gómez med 6–4, 2–6, 6–4) och dels Palermo (finalbesegrade José-Luis Clerc med 6–2, 2–6, 6–0).
Bland Arias meriter märks en Grand Slam-titel i mixed dubbel som han som 16-åring vann tillsammans med Andrea Jaeger i Franska öppna 1981. I finalen besegrades Betty Stöve/Fred McNair med 7-6, 6-4. 

## Spelaren och personen
Jimmy Arias tränades av sin far Antonio Arias, ursprungligen från Spanien. Han lät sonen redan som 7-åring öva in ett för den tiden ovanligt effektivt forehandslag med mycket kraftfull överskruv (topspin) som sedan dess blivit standard bland professionella spelare. Däremot var varken hans serve eller enhandsfattade backhand av absolut toppklass. Han är en relativt kort spelare, 175 cm, men kompenserade för detta med sitt kraftfulla spel från baslinjen. 
Arias blev en utpräglad baslinjespelare och spelade lysande tennis som junior. Han besegrade redan som 12-åring två ATP-rankade proffs. Som professionell tourspelare tränades han av Nick Bollettieri. Mot slutet av den framgångsrika spelsäsongen 1983 drabbades Arias av körtelfeber och var borta stora delar av hösten. När han sedan återkom till tourspelet, hade han förlorat säkerheten i sitt forehandslag. Trots att han fortsatte tävlingsspela flera år till, lyckades han inte hitta tillbaka till toppformen, varvid hans självförtroende dalade. Han vann inte några fler titlar. 
Arias är en av toppspelarna som under karriären på 1980-talet övergick från den traditionella tennisracketen med träram till de moderna grafitracketarna. Säsongen 1984 spelade han dock fortfarande med den äldre typen av racket av märket Donnay Borg Pro, och var därmed en av sista spelarna som bytte rackettyp. 
I dag är Jimmy Arias tenniskommentator i TV.

## Grand Slam-titlar
- Franska öppna
  - Mixed dubbel - 1981 (med Andrea Jaeger)

## ATP-titlar
- Singel
  - 1982 - Tokyo utomhus
  - 1983 - Florence, Italienska öppna, Indianapolis, Palermo
- Dubbel
  - Inga titlar